# Аджи Сака
Аджи Сака (Aji Saka яв. — царь саков) — культурный герой в яванской мифологии, первый яванский царь.
По преданию, послан на Яву одним из потомков героев древнеиндийского эпоса «Махабхарата» Джойобойо для распространения цивилизации. Победив властвовавшего на Яве правителя демонов Девату Ченгкара и изгнав его в Южный океан (Индийский океан), где тот, обретя облик белого крокодила (Баджул Путих), стал повелителем духов, установил на острове свою власть, научил яванцев различным искусствам и зодчеству, дал им алфавит и новое летоисчисление (Сакская эра).
C Аджи Сакой связана еще одна легенда. Одна женщина из деревни Дадапан нашла яйцо. Она положила яйцо в рисовый амбар. Через некоторое время яйцо исчезло, и вместо него в амбаре был обнаружен змей. Жители деревни хотели убить змея, но тот сказал: «Я - сын Аджи Саки, отведите меня к нему». Аджи Сака сказал змею, что признает его сыном, если тот сможет убить белого крокодила в Южном море. После долгой и бурной битвы, в которой обе стороны продемонстрировали силу и боевые способности, змей смог убить крокодила. Как и было обещано, змей был признан сыном Аджи Саки, и ему дали имя Джака Линглунг (глупый мальчик). Во дворце Джака Линлунг съел всех домашних животных. Он был наказан за это изгнанием в джунгли Песанги. Его крепко связали, чтобы он не мог шевелить головой. Ему было приказано есть только то, что само упадет ему в пасть. Однажды в этих джунглях играла группа из девяти деревенских мальчиков. Внезапно пошел сильный дождь. Они стали искать убежище. К счастью, там была пещера. Восемь мальчиков вошли в пещеру; у девятого была тяжелая кожная болезни, он был грязным и решил держаться подальше от пещеры. Внезапно пещера распалась. Восемь мальчиков исчезли, только тот, который был снаружи, остался в живых. Пещера на самом деле была пастью змея Джака Линлунга.